# Alter Friedhof (Voßwinkel)

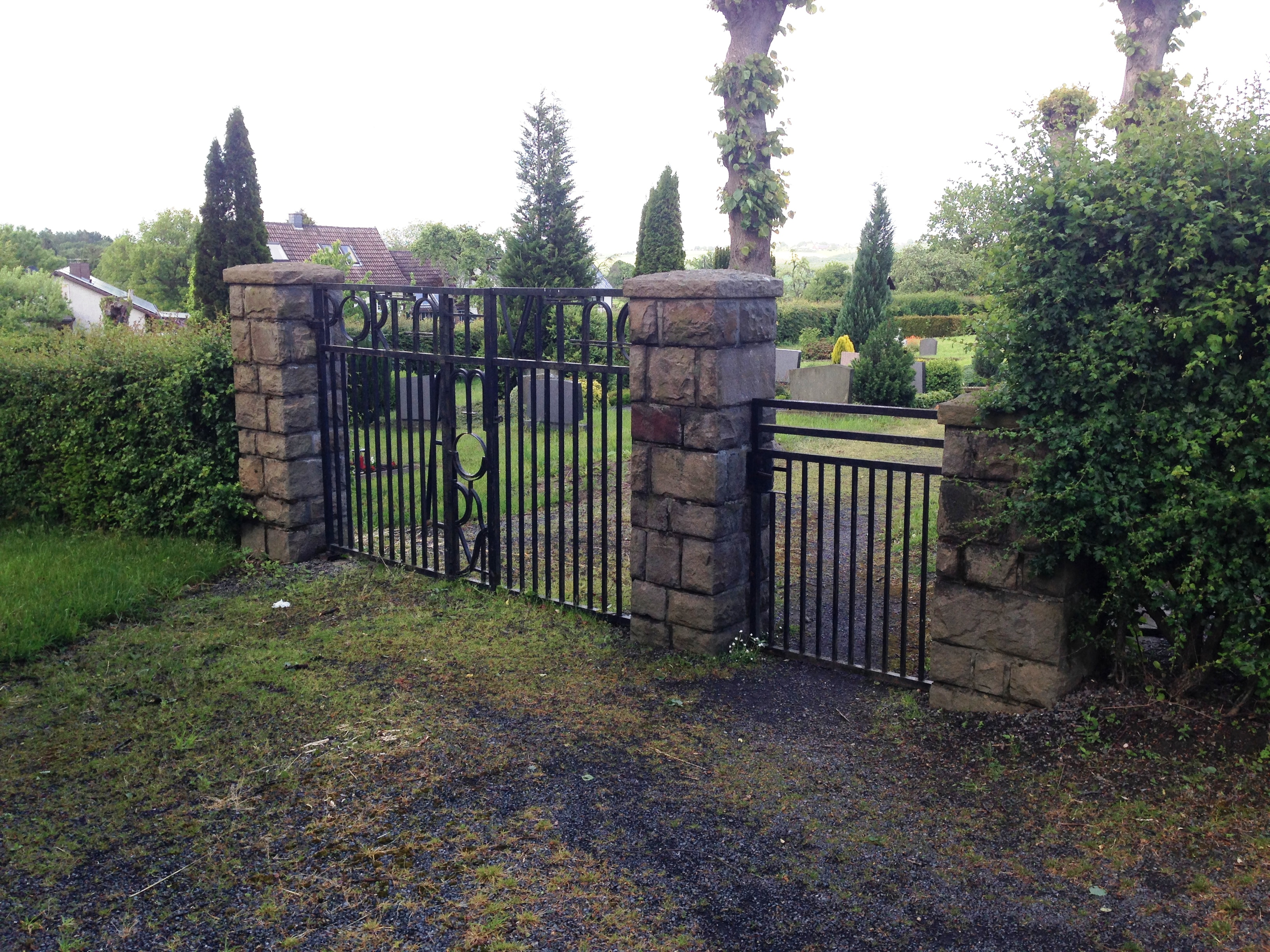
Eingangstor zum Alten Friedhof

Der Alte Friedhof im Arnsberger Stadtteil Voßwinkel ist ein katholischer Friedhof, der am 11. Juni 1838 eingeweiht und im Jahr 1973 stillgelegt wurde.

## Geographische Lage
Der Alte Friedhof liegt nördlich des Zentrums der Gemeinde, etwa 300 Meter von der katholischen St. Urbanus-Kirche, an der Straße "Zum Alten Friedhof".

## Anlage
Der Eingang des Friedhofs liegt im Westen und ist mit einer Hainbuchenhecke umgeben. Die Wege auf dem Friedhof sind kreuzförmig angelegt, der Hauptweg ist alleeähnlich mit Bäumen bestückt.
Die Gräber sind – mit Ausnahme der an den Enden und Kreuzungspunkten der Wege befindenden Priester- und besonderen Familiengräber – geostet, so dass Besucher des Friedhofes zunächst auf die Rückseiten der Grabsteine blicken.
Von besonderer Bedeutung sind die folgenden drei Objekte, die als Denkmalinventar in der Denkmalliste der Stadt Arnsberg eingetragen sind.
- Ein Friedhofskreuz mit einem neugotischen Korpus, farbig eingefasst im Dreinageltypus, errichtet um 1920
- Das Hochgrab des Pfarrers Felder (1829–1904): Baumkreuz auf Grottenarchitektur, Grabeinfassung neorenaissancehaft in Schmiedeeisen
- Memorienkreuz der von Boeselager: vor schlichtem Holzkreuz eine Grabplatte aus Marmor

Außerdem befindet sich auf dem Friedhof die Grabplatte der Familiengruft der im Haus Echthausen residierenden Adelsfamilie von Lilien und Böckenförde gen. Schüngel. Die sehr aufwändig gestaltete Gruft wurde allerdings in den 1960er Jahren eingeebnet.

## Geschichte
Zunächst wurde im Jahr 1807 ein katholischer Friedhof als Nachfolge der Begräbnisplätze, die rund um die St. Urbanus Kirche entstanden waren, an der heutigen Voßwinkeler Straße erstellt. Dieser Friedhof erwies sich wohl als zu klein, so dass bereits 1838 dieser katholische Friedhof, wieder näher an der Kirche, eingeweiht werden konnte.
In den 1950er und 1960er Jahren gab es dann wegen fehlender Erweiterungsmöglichkeiten Bestrebungen, den Friedhof zu schließen und einen kommunalen Friedhof einzurichten, den die damals selbstständige Gemeinde Voßwinkel im Jahr 1972 erstellte.
Der katholische Friedhof wurde daraufhin 1973 geschlossen. Die letzte Beisetzung fand aufgrund alter Belegungsrechte im Jahr 2006 statt.